# Chapour II
Pour les articles homonymes, voir Chapour.
Chapour II, Shapur ou Shapour (en persan شاپور دوم, Šapur-e davom ; parfois appelé « le Grand ») est un empereur de la dynastie sassanide en Perse qui règne de 309 à 379. Pendant son règne, l'Empire sassanide vit un second âge d'or après celui qui a eu lieu pendant le règne de Chapour Ier (241-272).

## Biographie

### Enfance
À la mort du roi Hormizd II (302-309), les dirigeants persans tuent son fils aîné Adhur-Narseh, aveuglent le deuxième et emprisonnent le troisième (Hormizd, qui s'enfuit ensuite à Byzance). Le trône est réservé pour le fils encore à naître d'une des femmes de Hormizd II. Chapour II serait donc le seul roi de l'histoire à avoir été couronné in utero : la couronne est placée sur le ventre de sa mère. L'enfant, nommé Chapour, est donc né roi ; le gouvernement est exercé par sa mère et d'autres personnages haut-placés de l'empire.
Quand Chapour II atteint l'âge de gouverner, il se révèle être un des plus grands rois de la dynastie.

### Conquêtes
En 337, juste avant la mort de l'empereur Constantin Ier (324-337), Chapour II rompt le traité de paix de Nisibe conclu en 297 entre Narseh (293-302) et l'empereur Dioclétien (284-305), qui est respecté pendant quarante ans. Un conflit d'une durée de vingt-six ans commence alors en deux séries de guerres, la première ayant lieu de 337 à 350. Chapour II tente alors de conquérir, avec des succès variés, les grandes forteresses de la Mésopotamie romaine : Singara, Nisibis (qu'il attaque trois fois en vain) et Amida. L'empereur romain Constance II (353-361) est toujours vaincu sur le champ de bataille. Néanmoins, Chapour II ne fait presque aucun progrès ; la puissance militaire de son royaume n'est pas suffisante pour une occupation durable des territoires conquis. 
À l'est, Chapour II se lance dans une guerre d'extermination, la troisième dynastie de l'Empire kouchan est éliminée vers 342 et un vice-roi sassanide mis en place à Bactres. La disparition de cet État tampon met l'Iran en contact direct avec les tribus nomades, parmi lesquelles sont cités les Chionites, qui franchissent l'Oxus dans la décennie 340. Chapour, dès 356, interrompt ses campagnes contre Rome et combat à l'est. Il fixe ses quartiers d'hiver dans le pays des « Chionites et des Eusènes ». Après une lutte prolongée, ils sont forcés de conclure un traité de paix en 358, et leur roi, Grumbates, accompagne avec ses troupes fédérées Chapour II dans sa guerre contre les Romains lors du siège d'Amida. Toutefois, un autre danger menace dans le nord, où les Alains franchissent le Caucase pour attaquer l'Arménie.
En 358, Chapour II est prêt pour entamer la deuxième série des guerres contre Rome, qui connaissent un succès plus grand. En 359, Chapour II conquiert Amida après un siège de soixante-treize jours, et il prend Singara et d'autres forteresses l'année suivante (360). En 363, l'empereur Julien (361-363), à la tête d'une forte armée, s'avance jusqu'à la capitale de Chapour, Ctésiphon, et bat une armée sassanide supérieure lors de la bataille de Ctésiphon, mais est mortellement blessé au cours de sa retraite lors de la bataille de Samarra. Son successeur Jovien (363-364) conclut une paix, par laquelle les districts du Tigre et Nisibis (un total de cinq provinces romaines) sont donnés aux Perses, et les Romains promettent de ne plus interférer en Arménie et s'engagent à fournir un tribut annuel pour construire conjointement avec l'Iran des forteresses le long des cols du Caucase. Ce grand succès est représenté par des sculptures dans la roche non loin de la ville de Bishapour en Perse ; sous les sabots du cheval du roi gît le corps d'un ennemi, probablement Julien, et un Romain suppliant, l'empereur Jovien, demande la paix.
Chapour II envahit alors l'Arménie, où il fait prisonnier le roi Arshak II, fidèle allié des Romains, pour trahison et le fait ensuite mettre à mort. Il essaie ensuite de rétablir le zoroastrisme en Arménie. Les nobles arméniens lui résistent avec succès, soutiennent secrètement les Romains, qui envoient le roi Pap, fils d'Arshak II, en Arménie. La guerre avec Rome menace d'éclater de nouveau, mais Valens sacrifie Pap, s'arrangeant pour le faire assassiner à Tarse où il trouve refuge (374).
Lorsque l'historien romain contemporain Ammianus Marcellinus liste les provinces de son empire, il cite l'Assyrie, la Susiane, la Médie, la Perse propre, la Parthie,  la Grande Carmanie, l'Hyrcanie, la Margiane, la Bactriane, la Sogdiane, le pays des Sakas, et la Scythie en deçà du mont Émode, la Sérique, l'Arie, les Paropamisades, la Drangiane, l'Arachosie, et la Gédrosie. Chapour II déporte des captifs en nombre depuis les territoires romains sous sa domination, dont la plupart s'installent en Susiane. Il reconstruit Suse après avoir tué ses habitants rebelles.

### ChapourIIet les chrétiens
Chapour II n'était pas initialement hostile aux chrétiens installés dans son empire, qui étaient dirigés par Simon bar Sabbae, le Catholicos de Séleucie et Ctésiphon. Toutefois, la conversion de l'empereur Constantin Ier au christianisme entraîne la méfiance du « grand roi » vis-à-vis de ses sujets chrétiens, considérés comme des agents de l'ennemi étranger. La guerre entre les empires va transformer cette méfiance en hostilité. Après la mort de Constantin Ier, Chapour II, qui se préparait à la guerre depuis plusieurs années, exige un double impôt des chrétiens de son empire afin de financer le conflit. Simon refuse d'accepter cette capitation et Chapour donne l'ordre de déporter le Catholicos et son clergé à Karka de Ledan dans la province d'Élam. Après une ultime entrevue avec l'empereur, Simon est exécuté le 17 avril 341 avec deux compagnons. C'est alors que débute le « cycle des martyrs » pendant lequel de « nombreux milliers de chrétiens » sont mis à mort. Les deux successeurs de Simon, Shahdost et Bar Bashmin, sont également martyrisés les années suivantes, et le Catholicosat de Séleucie et Ctésiphon reste vacant de 346 à 363.

### Fin de règne
À la mort de Chapour II en 379, l'Empire perse est plus fort qu'avant, considérablement plus grand qu'au moment où il accède au trône, les ennemis orientaux sont pacifiés et la Perse a pris le contrôle de l'Arménie.
Chapour II a comme successeur son frère Ardachîr II, vraisemblablement très âgé, qui ne règne que quatre ans avant de disparaître à son tour.

## Contributions
Sous le règne de Chapour II, le rassemblement de l'Avesta est terminé, l'hérésie et l'apostasie sont punis et les Chrétiens persécutés. Il connaît des succès dans ses batailles à l'est du pays, et la ville de Nishapour au Khorassan (alors en Parthie) est reconstruite par lui.

## Famille et descendance
Chapour II épouse une noble persane du nom de Sithil-Horak, dont il a peut-être un fils :
- Yazdgard Ier, empereur de Perse[8].